# Vytautas den Store af Litauen
Vytautas (litauisk: Vytautas Didysis, hviderussisk: Вітаўт, polsk: Witold Kiejstutowicz, kaldet "den Store" fra 1400-tallet) (ca 1350 – 27. oktober, 1430) var en af de mest berømte fyrster i middelalderens Litauen. Vytautas var storfyrste (1392-1430) i Storfyrstendømmet Litauen, der hovedsagelig omfattede litauere og rutenere, fyrste af Grodno (1370-1382) og fyrste af Lutsk (1387-1389) og angiveligt konge af hussitterne.

## Familie
Han var gift med Anna af Litauen og far til Sofia af Litauen, der blev gift med storfyrst Vasilij 1. af Moskva og var formynder for sin søn Vasilij 2. af Moskva under hans mindreårighed og dermed storfyrstendømmet Moskvas regent. I perioden 1425-1430 spillede Vytautas den Store en aktiv rolle i russisk politik som sin datters rådgiver og allierede.

## Kampen om magten

### 1377-1384
Vytautas' far, Kęstutis, og hans onkel Algirdas, var brødre og konkurrerede ikke om magten. Algirdas var storfyrste af Litauen, og Kęstutis var hovedansvarlig for forsvaret mod Den Tyske Orden. Men efter Algirdas' død i 1377, blev hans søn Jogaila storfyrste og faderens harmoniske forhold til Kęstutis afløstes af en kamp om magten. I 1380 underskrev Jogaila en hemmelige traktat i Dovydiškių med Den Tyske Orden mod Kęstutis. Da Kęstutis næste år opdagede dette, angreb han Vilnius, fængslede Jogaila og gjorde sig selv til storfyrste. Imidlertid lykkedes det Jogaila at flygte og samle en hær mod Kęstutis og dennes søn Vytautas. De to stridende parter mødte hinanden, men kom aldrig i kamp. Kęstutis var parat til at forhandle, men han og Vytautas blev anholdt og transporteret til borgen Kreva i Rutenien. En uge senere blev Kęstutis fundet død. Om han døde af naturlige årsager eller blev myrdet, debatteres stadig af historikere.
I 1382 flygtede Vytautas fra Kreva. Efter flugten søgte han hjælp fra Den Tyske Orden. På det tidspunkt forhandlede Jogaila allerede med ridderordenen og afsluttede Dubysa-traktaten med dem. I traktaten lovede Jogaila at blive Ordenens allierede, overdrage områder i Žemaitija indtil Dubysafloden til ordenen og at blive døbt og indføre kristendommen i Litauen. Imidlertid blev traktaten aldrig ratificeret af Litauen. I sommeren 1383 startede krigen mellem Jogaila og Den Tyske Orden på ny. Vytautas blev døbt, modtog navnet Vigand (litauisk: Vygandas) og deltog i flere udfald mod Jogaila. I januar 1384 lovede Vytautas også at afgive Žemaitija indtil Nevėžis-floden til Den Tyske Orden til gengæld for titlen storfyrste af Litauen. Men i juli samme år besluttede Vytautas at opgive aftalen med Den Tyske Orden og alliere sig med Jogaila. Hans styrker brændte efterfølgende tre af Den Tyske Ordens vigtigste borge af. Det lykkedes ham således at løsrive alle Kęstutis' landområder, bortset fra Trakai.

### 1389-1392
Jogalia underskrev Krevo-traktaten med Polen i 1385 og blev atter døbt i 1386. Denne gang med navnet Alexander. Traktaten fastsatte hans ægteskab med Jadwiga af Polen og udråbte ham til konge af Polen. Jagolia indsatte sin bror Švitrigaila som guvernør af Litauen, kort efter han blev udnævnt som konge af Polen. Švitrigaila var imidlertid upopulær i befolkningen, og Vytautas så igen en mulighed for at blive storfyrste. I 1389 begyndte han en krig og angreb Vilnius, men det mislykkedes, og han blev i begyndelsen af 1390 tvunget til at bede Den Tyske Orden om hjælp for anden gang. Vytautas måtte love at holde den oprindelige aftale fra 1384 og overdrage Žemaitija til ordenen, hvorefter hans hær angreb Litauen.
For yderligere at fremme sin indflydelse giftede Vytautas sin eneste datter Sofia bort til Vasilij I af Rusland i 1391. Den polske adel var utilfreds med, at deres nye konge Jogaila, nu Władysław II Jagello, brugte for meget tid på anliggender i Storfyrstendømmet Litauen. Da det var klart, at krigen i Litauen kunne fortsætte i årevis og ikke ville medføre nogen fordel for Polen. I 1392 tilbød Wladyslaw II Jagellos udsending, Henrik af Masovien, Vytautas at blive regent af Litauen i stedet for Švitrigaila. Vytautas accepterede, nedbrændte atter tre tyske borge og vendte tilbage til Vilnius. Jagello og Vytautas underskrev Astrava-traktaten, hvori Vytautas dels fik alle Kęstutis' landområder tilbage, herunder Trakai, dels fik rådighed over store landområder, der aldrig havde tihørt faderen. Han skulle regere Storfyrstendømmet Litauen på vegne af Wladyslaw II Jagello på livstid, men efter Vytautas død skulle alle landområder og beføjelser gå tilbage til kongen af Polen.

## Storfyrste af Litauen

### Politik mod øst
Vytautas fortsatte Algirdas' bestræbelser på at få kontrol over så mange moskovitiske områder som muligt. Store dele af det vestlige Rusland var allerede under storfyrstendømmets styre, men resten var kontrolleret af mongolerne i Den Gyldne Horde. Hordens khan Toktamisj søgte Vytautas' hjælp, da han blev fjernet fra tronen i 1395 efter nederlag til Timur. De indgik en aftale, der indebar, at Vytautas skulle hjælpe Toktamisj med at genvinde magten, og at Horden til gengæld skulle overdrage mere jord til storfyrstendømmet Litauen. I 1398 angreb Vytautas' hær Krim og byggede en borg der. Nu strakte Litauen sig fra Østersøen til Sortehavet. En række tatarisk fanger blev bragt til det oprindelige Litauen.
Inspireret af den vellykkede kampagne fik Vytautas og Jogaila støtte fra pave Bonifatius 9. til at organisere et korstog mod mongolerne. Denne politiske udvikling viste, at storfyrstendømmet Litauen fuldt ud havde accepteret kristendommen og forsvarede den, og at Den Tyske Orden ikke havde noget grundlag for angreb mod Litauen. Felttoget resulterede i et omfattende nederlag i slaget ved Vorsklafloden i 1399. Over tyve fyrster, herunder to af Jogailas brødre, blev dræbt, og Vytautas undslap hårdt såret og knapt i live. Dette kom som et chok for storfyrstendømmet Litauen og Polen. En række områder gjorde oprør mod Vytautas, og Smolensk blev erobret af den tidligere fyrste, Georg af Smolensk, og ikke generobret af litauerne før 1404. Vytautas førte krig i 1406-1408 mod sin svigersøn, storfyrst Vasilij 1. af Moskva og Švitrigaila, en bror til Jogaila, der med støtte fra Den Tyske Orden havde udråbt sig til storfyrste af Litauen. Et møde mellem de to hære endte uden kamp med Ugra-traktaten, i hvilken Novgorod blev overdraget til Jogailas broder Lengvenis Algirdaitis, og den vigtige by Pskov til Jogailas udsending Jerzy Nos, sidstnævnte løsning var en klar overtrædelse af Raciąż-traktaten. Krigen med moskovitterne sluttede i december 1408 på vilkår, som gjorde yderligere konflikt med Den Tyske Orden uundgåelige, trods Hermann II af Cillis forsøg på at forhandle en løsning.

### Krigene mod Den Tyske Orden
I 1398, i forbindelse med forberedelse til korstoget mod den Gyldne Horde, havde Vytautas underskrevet Salynas-traktaten med Den Tyske Orden og overført Žemaitija til dem. Žemaitija var specielt vigtigt for Ordenen, fordi det adskilte Den Tyske Orden, der var baseret i Preussen, fra Den Liviske Orden, baseret i Letland. De to ordener ønskede at forene deres styrker og danne en mægtig magt. Men fordi Žemaitija i 1401, støttet af Vytautas, gjorde oprør og brændte to ridderborge af, regerede ridderene kun Žemaitija i tre år. Ridderne var støttet af Švitrigaila, bror til Jagello, der ønskede at fravriste Vytautas titlen som storfyrste. I 1404 blev freden i Raciąż underskrevet, som i det væsentlige gentog Salynas-traktatens overførelse af Žemaitija til Den Tyske Orden. I den traktat lovede Polen ikke at støtte Litauen i tilfælde af endnu en krig mod Ordenen, og ridderne lovede at støtte Vytautas i øst og ikke støtte nogen af Gediminas' efterkommere i kravet på titlen som storfyrste af Litauen. Imidlertid løste traktaten ikke problemerne, og alle parter forberedte sig atter på krig.
I 1408 opnåede Vytautas fred i øst og vendte tilbage til Žemaitija-spørgsmålet. I 1409, under den anden žemaitijanske opstand mod den Tyske Orden, bakkede Vytautas oprørerne op. Oprørerne afbrændte Skirsnemunė-slottet, og da både Polen og Litauen støttede oprørerne samlede Vytautas en stor hær fra 18 lande under sin kommando, som rykkede frem mod det tyske hovedkvarter på slottet i Marienburg (nuværende Malbork). Vytautas kommanderede selv storfyrstendømmets styrker i 1410 i slaget ved Grunwald. Selv om belejringen af Marienburg ikke var succesfuld, endte krigen med en afgørende polsk-litauisk sejr. Den Tyske Orden genvandt aldrig sin styrke og var fra da af en mindre trussel mod Polen-Litauen.

## Eftermæle
I det moderne Litauen æres Vytautas som en nationalhelt, og han blev en vigtig figur i den nationale renæssance i 1800-tallet. Vytautas er et populært mandsnavn i Litauen. For at ære Vytautas ændrede universitet i Kaunas (tidligere "Lietuvos universitetu", dansk: Litauens Universitet) navn til "Vytauto Didžiojo Universitetas" (dansk: Vytauts den Stores Universitet) i 1930 i forbindelse med Vytautas 500 års dødsdag. Monumenter til ære for ham blev bygget i mange byer i Litauen i mellemkrigsårene 1918-1939, hvor landet for første gang siden 1569 var en selvstændig stat.